# Fahlrücken-Weißstirnchen
Das Fahlrücken-Weißstirnchen (Aphelocephala leucopsis) ist ein australischer Singvogel aus der Familie der Südseegrasmücken.

## Merkmale
Der 10 cm lange Vogel ist oberseits graubraun, unterseits cremeweiß gefärbt und hat braungelbe Flanken, ein weißes Gesicht, eine schwarze Stirnlinie und eine weiße Schwanzspitze.

## Vorkommen
Das Fahlrücken-Weißstirnchen lebt in offenen, trockenen Gebieten Südaustraliens.

## Verhalten
Der gesellige Vogel lebt in Schwärmen von 15 bis 20 Tieren, manchmal sogar bis zu 50. Er sucht am Boden nach Samen und Wirbellosen. Nektar und weiche Früchte ergänzen die Kost.

## Fortpflanzung
Das Fahlrücken-Weißstirnchen baut ein unordentliches kugelförmiges Nest mit Seiteneingang in niedrigen Büschen oder Baumhöhlen.